# Roncelin de Marseille
Roncelin de Marseille (mort en 1215 à Marseille) est un ecclésiastique de la fin du XIIe siècle et du début du siècle suivant, abbé de Saint-Victor de Marseille (1193-1215), vicomte de Marseille (1193-1209), puis, sous le coup d'une excommunication, le retourner à son état de moine. 

## Biographie

### Origines
Roncelin est issu de la puissante famille vicomtale de Marseille. Il est le frère de Raimon Jaufre III (ou Raimond Geoffroi), vicomte de Marseille.
Il se destina à la vie monastique.  

### La crise duXIIesiècleà Marseille
Le décès en 1192 de Barral qui n'a pas d'héritier masculin produit un véritable imbroglio politico-religieux. Barral laisse une seule fille Barrala mariée à Uc IV des Baux (ou Hugues des Baux). Ce dernier, appuyé par le comte de Provence, Alphonse II roi d’Aragon (mais Alphonse Ier en tant que comte de Provence), revendique la seigneurie vicomtale de Marseille. Barral avait également deux frères tous deux ecclésiastiques : Jaufre IV (ou Geoffroi), évêque de Béziers, et Roncelin moine puis abbé de Saint-Victor. 
Les Marseillais craignant probablement que la maison des Baux ne soit trop favorable à Arles, investissent en 1193 l'abbaye de Saint-Victor en commettant toutes sortes de dégâts et en extraient l'abbé Roncelin pour le nommer vicomte de Marseille. Roncelin se marie ; le nom de son épouse n'est pas certain : Audiarz ou Alasacie. Cette situation ne semble tout d'abord gêner personne puisque Roncelin assiste à différentes réunions en tant que vicomte de Marseille. 
Par la suite en septembre 1209 le pape Innocent III excommunie Roncelin qui se soumet en 1211, répudie sa femme et retourne à l'abbaye qui le 22 juillet 1212 reçoit la totalité du patrimoine de l'abbé.